# 1606

## Esdeveniments
- Finalitza el trasllat de la cort espanyola a Madrid des de Valladolid, iniciat el 1601[1]
- Es funda el convent de Santa Maria de Gràcia d'Empúries
- Praga: El compositor Joachim Lange publica el recull Cançons alemanyes a tres veus

## Naixements
- 26 de gener, Mineo (Catania): Ludovico Buglio, jesuïta italià, missioner a la Xina (m. 1682).
- 15 de juliol, Leiden (Països Baixos): Rembrandt van Rijn, pintor neerlandès.[2]

## Necrològiques
- 20 de gener - Macau (Colònia portuguesa a la Xina): Alessandro Valignano, jesuïta italià, missioner al Japó (n. 1539).
- Guy Fawkes